# Garrison Keillor
Garrison Keillor, né le 7 août 1942 à Anoka (Minnesota), est un écrivain et humoriste américain.

## Biographie
Garrison Keillor a obtenu son diplôme à l'université du Minnesota en 1966. D'abord homme de radio, il a commencé à raconter les aventures de Lake Wobegon (de woebegone qui signifie triste, abattu), une petite ville du Minnesota oubliée par le temps, sur la Minnesota Public Radio. L'émission appelée A Prairie Home Companion devint très populaire et tint l'antenne de 1974 à 2016.
De ces histoires radiodiffusées, Keillor fit des nouvelles humoristiques qu'il publia dans The Atlantic Monthly et The New Yorker, réunies plus tard en livres.
Les histoires sont pleines de tendresse pour les personnages qui se veulent typiques des petites villes. Pour l'auteur, Lake Wobegon est cette ville « où toutes les femmes sont fortes, tous les hommes ont belle apparence et tous les enfants sont au-dessus de la moyenne ».
Il a eu par presse interposée une polémique musclée avec Bernard-Henri Lévy, reprochant au philosophe français de parler des États-Unis sans les connaître.

## Œuvres
- 1982 : Happy to Be Here
- 1985 : Lake Wobegon Days, Viking Penguin.
- 1987 : Cette petite ville oubliée par le temps, Éditions Ramsay, traduction de Lake Wobegon Days.
- 1987 : Leaving Home, Viking Penguin.
- 2009 : Pilgrims: a Wobegon Romance, Viking Penguin.